# De Tomp
De Tomp is het restant van een torenmolen nabij het Belgische Achel. Ze ligt in het natuurgebied Lange Els, niet ver van de Warmbeek.
De Tomp stamt uit de eerste helft van de 15e eeuw en er bestond lange tijd twijfel aan het doel dat de ruïne oorspronkelijk heeft gehad: de resten van een torenmolen dan wel de slottoren van een kasteel. In 1968 werd deze ruïne dan ook foutief gerestaureerd als ware het een slottoren. Pas in de jaren 90 van de 20e eeuw kwam men, mede door vergelijkend onderzoek met andere torenmolens, tot de conclusie dat het om een molenrestant ging.
De molen werd vermoedelijk begin 15e eeuw gebouwd door de heren van Grevenbroek, maar in 1596 werd ze door storm beschadigd. Na hersteld te zijn werd ze reeds vóór 1630 buiten gebruik genomen en vervangen door een houten standerdmolen, die in 1800 afbrandde.
De Tomp is gelegen in een moerasvlakte op een licht opgeworpen heuvel, opgetrokken in baksteen. De binnendiameter meet ongeveer 4,60 m, de muurdikte bedraagt ca 1,75 m. De totale hoogte van de Tomp bedraagt na restauratie ca. 20 m (de hoogte van de ruïne bedroeg nauwelijks 9 m).
Sinds 1947 is deze molenromp een beschermd monument.
- Inventaris Onroerend Erfgoed:  Molensite De Tomp
- Molenecho's: De Tomp torenmolen Achel